# Wappen Singapurs

Wappen Singapurs

Das Wappen Singapurs besteht aus einem Schild, darauf sind ein liegender weißer Halbmond und darüber fünf weiße Sterne in einem Kreis geordnet auf rotem Feld dargestellt. Die Farbe Rot symbolisiert die universelle Brüderlichkeit und Gleichheit der Menschen, Weiß die unvergängliche Reinheit und Tugend. Die fünf weißen Sterne stehen für Singapurs Ideale: Demokratie, Frieden, Fortschritt, Gerechtigkeit und Gleichheit.
Gehalten wird der Schild rechts (heraldisch) durch einen Löwen und links durch einen Tiger. Der Löwe repräsentiert Singapur und der Tiger die geschichtliche Verbindung mit Malaysia. Unter dem Schild ist ein blaues Spruchband, mit dem Wahlspruch Majulah Singapura (deutsch „Vorwärts Singapur“).